# João Bosco Soares da Mota Amaral
João Bosco Soares da Mota Amaral (Ponta Delgada, 1943 -) és un polític de les Açores. Llicenciat en dret i ciències polítiques a la Universitat de Lisboa el 1965, va dirigir la revista Rumo (1965-1969) i fou diputat a Lisboa per la União Nacional (1969-1974). Va exercir d'advocat a Lisboa fins que el 1972 es traslladà a Ponta Delgada, després d'una visita als EUA, on hi havia nombrosos emigrats açoresos. El 1974 va fundar el Partido Popular Democrático (PPD), amb el qual fou diputat a l'Assemblea Portuguesa.
Fou escollit primer president a l'Assemblea Regional Açoresa del 1976 al 1995. Ha ocupat nombrosos càrrecs públics i ha escrit O Desafio Insular, 1990; Natal Açoreano, 1993; O Caminho da Vitória, 1994; Autonomia e Desenvolvimento - Um Projecto para os Açores, 1995; Em Louvor de Timor, 2002; i A Autonomia dos Açores em Acção, 2002.
A les eleccions del 1996 fou derrotat pel PS de Carlos Manuel Martins do Vale César, qui el va substituir com a cap de govern.